# Klaptræ (musikinstrument)
 For alternative betydninger, se Klaptræ. (Se også artikler, som begynder med Klaptræ)
Klaptræ (klapper) er en elementær form for percussionsinstrument, der hører til gruppen af idiofoner. Det findes i mange forskellige udformninger, men udgøres af to genstande (oftest fremstillet af træ), der slås eller rystes sammen for at frembringe lyd. 
Instrumentet er enkelt at producere og at spille på. Det findes i mange former og i mange kulturer i det meste af verden. Klaptræet må formodes at høre til blandt de første musikinstrumenter, som mennesket har benyttet. De ældste fund kendes fra det gamle Ægypten.
Klaptræ kan have mange forskellige former, og skønt træ er det mest udbredte materiale, findes det også fremstillet af f.eks. metal og elfenben. De oppustelige plastikklappere, der er blevet populære ved sportsbegivenheder i nyere tid, kan betragtes som en moderne form for klaptræ. Mange specifikke former for klaptræ har eget navn, f.eks. den kinesiske guban og den koreanske bak, de thailandske krab sepha og krab phuong. 
Til klaptræinstrumenter henregnes f.eks. claves, kastagnetter og tempelblok. 
I symfoniorkestres slagtøjsgruppe findes et klaptræ, der kaldes woodblock. 